# Yeferson Quintana
Yeferson Agustín Quintana Alonso (Bella Unión, 19 aprile 1996) è un calciatore uruguaiano, difensore del Paysandu.

## Caratteristiche tecniche
È un difensore centrale.

## Carriera
Cresciuto nelle giovanili del Peñarol, ha esordito il 4 settembre 2016 in occasione del match vinto 2-0 contro il Fénix.

## Statistiche

### Presenze e reti nei club
Statistiche aggiornate al 29 aprile 2018.
| Stagione        | Squadra          | Campionato      | Campionato | Campionato | Coppe nazionali | Coppe nazionali | Coppe nazionali | Coppe continentali | Coppe continentali | Coppe continentali | Altre coppe | Altre coppe | Altre coppe | Totale | Totale | Totale |
| Stagione        | Squadra          | Comp            | Pres       | Reti       | Comp            | Pres            | Reti            | Comp               | Pres               | Reti               | Comp        | Pres        | Reti        | Pres   | Reti   |        |
| --------------- | ---------------- | --------------- | ---------- | ---------- | --------------- | --------------- | --------------- | ------------------ | ------------------ | ------------------ | ----------- | ----------- | ----------- | ------ | ------ | ------ |
| 2016            | Peñarol          | PD              | 4          | 0          |                 | -               | -               | CS                 | 0                  | 0                  |             | -           | -           | 4      | 0      |        |
| 2017            | Peñarol          | PD              | 22         | 3          |                 | -               | -               | CL                 | 3                  | 0                  |             | -           | -           | 25     | 3      |        |
| 2018            | S.J. Earthquakes | MLS             | 13         | 1          | USCup           | 0               | 0               |                    | -                  | -                  |             | -           | -           | 13     | 1      |        |
| Totale carriera | Totale carriera  | Totale carriera | 39         | 4          |                 | 0               | 0               |                    | 3                  | 0                  |             | -           | -           | 42     | 4      |        |